# Jack Colvin
Jack Colvin (Lyndon, Kansas, 13 de octubre de 1934-North Hollywood, California, 1 de diciembre de 2005) fue un actor estadounidense de teatro, cine y televisión, conocido por su papel del reportero Jack McGee del periódico National Register en la serie de televisión The Incredible Hulk (1977-1982) y su secuela en 1988 en la película para la televisión, y como el Dr. Ardmore en Child's Play.

## Biografía
Nacido en Lyndon (Kansas), empezó su carrera desde niño. A los 17 años se volvió estudiante de Michael Chekhov. Aunque apareció en películas tenía preferencia por el teatro. Entre sus papeles están los de Marchbanks en Cándida, Mercucio en Romeo y Julieta, Morgan Evans en The Corn is Green, Algernon en The Importance of Being Earnest, Constantin en The Seagull, y Edmund en Long Day's Journey into Night. Apareció en películas como They Shoot Horses, Don't They?, Scorpio, Rooster Cogburn, Jeremiah Johnson y The Stone Killer. Junto con Yvonne Wilder actuó en comedia en la década de 1960 y aparecieron en la televisión en The Dean Martin Show, The Ed Sullivan Show y The Tonight Show with Johnny Carson, finalizando en el Carnegie Hall en Nueva York. Otros papeles fueron en The Incredible Hulk, en el papel de Jack McGee un reportero obsesionado con perseguir a Hulk, The Six Million Dollar Man, Kojak, y The Bionic Woman por mencionar solo algunas. Durante los años 1980 siguió desempeñando más papeles en series cómo  Washington (1985), MacGyver (1986) apareciendo sólo en un episodio, El espantapájaros y la señora King (1987), y de vuelta en su personaje de Jack McGee en el telefilme The return of the incredible hulk (1988), ese mismo año apareció en la película famosa de terror Child's Play (1988)  a partir de ahí Colvin empezó a alejarse a muy a menudo de la actuación ya que para fines de 1988 sufrió su primer derrame cerebral eso le impidió aparecer en las dos últimas películas de Hulk (1989 y 1990), a principios de los años 1990 Colvin fue apartándose tanto de la actuación hasta el punto de retirarse por completo, su último trabajo en funciones cómo actor fue en un episodio de Murder, She Wrote a principios de 1991, de ahí hasta su fallecimiento en el 2005  sus últimos catorce años de vida desapareció de la fama sin dejar rastro.
Ganó el Drama-Logue Award en las categorías de actor, director de teatro, dramaturgo, productor de teatro y diseño de producción.
Colvin estuvo como director artístico del Michael Chekhov Studio hasta su fallecimiento debido a complicaciones de un accidente cerebrovascular.

## Filmografía
- The Rat Patrol (1966-1968)
- How Sweet It Is! (1968)
- Viva Max! (1969)
- Monte Walsh (1970)
- Las aventuras de Jeremiah Johnson (1972)
- Hickey & Boggs (1972)
- The Life and Times of Judge Roy Bean (1972)
- Scorpio (1973)
- The Stone Killer (1973)
- The Terminal Man (1974)
- The Crazy World of Julius Vrooder (1974)
- Rooster Cogburn (1975)
- Embryo (1976)
- Exo-Man (1977)
- The Incredible Hulk (1977-1982) — Jack McGee
- The Incredible Hulk Returns (1988) — Jack McGee
- Child's Play (1988)
- Murder She Wrote, 1 episodio (1991)